# Silverstoneia erasmios
Silverstoneia erasmios är en groddjursart som först beskrevs av Juan A. Rivero och Marco Antonio Serna 2000.  Silverstoneia erasmios ingår i släktet Silverstoneia och familjen pilgiftsgrodor. IUCN kategoriserar arten globalt som otillräckligt studerad. Inga underarter finns listade i Catalogue of Life.